# 伍汉持墓
伍汉持墓，位于中国广东省广州市越秀区东风东路651號中山醫科大學附屬腫瘤醫院西側廣場，是广州市文物保护单位之一。伍汉持是民国时期知名医生、政治家，曾任中华民国第一届国会參議院議員，后被袁世凯派人杀害，三次迁葬后辗转葬于现址。墓地曾分别因文化大革命和建筑工程而受破坏。

## 历史
伍漢持（1872年－1913年）为晚清、民国时期著名西医，晚清时多次参与孫中山领导的反清革命运动，及后在1913年中华民国第一届国会成立后当选为參議院議員；同年，宋案发生后，伍漢持提案弹劾袁世凯、列举其罪状，被袁世凯于8月19日派杨以德在天津秘密杀害。伍漢持最初在1914年8月19日安葬于广州基督教公墓耶教坟场（有说为“耶穌墳場”）。其女儿伍智梅在1931年集资在广州东风东路建立伍漢持紀念醫院（中山醫科大學附屬腫瘤醫院前身），其后在1932年3月2日将伍漢持墓迁至醫院庭園内。
虽然伍漢持紀念醫院在抗日战争中受到破坏，但伍漢持墓在战时并未被毁。到了文化大革命期间，由于伍漢持墓碑上刻有基督教的十字架，其墓遭到无知民众徹底破壞，而伍漢持后代当时不敢前往拜祭，因此一直无人发现墓地被毁。1970年代末，东风东路进行扩建工程，伍漢持墓迁至医院范围内的另一处，但只迁移了墓碑，遗骨仍留在原址。1979年，伍漢持后代到墓地拜祭，发现墓地早在文革时被破坏，并且有医院员工在墓地遗址曬鹹菜；于是伍漢持后代向中國國務院僑務辦公室写信反映，要求修復墓地，最终由僑務辦公室在1980年代撥款20萬人民币进行修繕，但从来无人知道伍漢持遗骨不在墓地裡。到了1990年代，伍漢持墓再次受到忽視，墓地裡堆積垃圾，有工人在此晾曬衣物；伍漢持后代发现了此一情况。
2008年底，伍漢持墓列入广州市文物保护单位，此时仍无人知道遗骨在另一处。2009年，為了在医院增建大樓，中山醫科大學附屬腫瘤醫院把伍漢持墓完全拆除，前后均没有告知伍漢持后代；翌年初，伍漢持后代發現墓地被拆，与医院方面争论交涉。2010年9月8日，医院在挖掘工地时意外于距原有墓地约15米處发现伍漢持遗骨，骨坛完整無損，遗骨身份由骨坛瓦蓋上刻有的资料所证明；此外，由于要扩建医院，施工人员拆除部分旧墙壁，期间意外发现一块秘藏医院夹壁裡的花岗岩纪念碑，碑文由中国国民党元老胡汉民撰写、内容为纪念伍汉持，相信有人为保护纪念碑而刻意把它搬进夹壁。
伍漢持后代担心遗骨在空氣暴露后会出现氧化，要求医院尽快为遗骨入土；医院指示工人製作一个粗糙的木箱来安置伍漢持骨坛，然后把木箱擱置在醫院的空調控制室，这安排受到伍漢持后代強烈抗議。广州市文化广电新闻出版局派专家到医院视察情况，并进行研究，决定把伍漢持骨坛暂时置于粤军第一师诸先烈纪念碑旁边。这时，有伍漢持后代研究把遗骨迁葬至加拿大，以免再折騰，也方便旅居北美的大部分后人就近拜祭，但这个构想最终并没有落实。
2012年，在医院方面支持下，伍汉持墓最终迁移至该医院范围内的一塊草坪，骨坛也归葬到此；中国共产党广州市委员会和广州市政府出面与广州市林业和园林局进行协调，让林业和园林局为墓地新址西面的公共绿地施以绿化改造，改善墓地周边环境。2012年3月29日（黃花崗起義101周年纪念日）上午，伍汉持遗骨重新入土安葬，举行基督教的獻花、撒土仪式，期间有孫中山、秋瑾、林覺民等反清革命倡导者的後代到場獻上花圈；馬英九總統獻上“勛猷共仰”題字碑，以「中國國民黨主席馬英九」名义落款，并派人把題字碑帶到安葬仪式上。

## 结构
- 墓碑左方的“勛猷共仰”題字碑，由馬英九題字
- 墓碑和墓棺
- 墓碑右方的伍汉持烈士纪念碑，由胡汉民撰写

伍汉持墓地有墓棺和纪念碑。墓棺边长1.6米、高0.8米，材质为花岗石，上方有宝塔形状的装饰物；墓棺正面的中间位置有红色十字架图形，十字架两边镌刻了“伍烈士汉持墓”字样。伍汉持遺骨以骨罈盛着，骨罈瓦蓋內側寫有伍漢持的姓名及逝世日期，并记载了從墳場迁葬至医院一事。伍汉持烈士纪念碑高2.04米、宽0.83米，材质一说为汉白玉、一说为花岗石；碑文由胡汉民撰辞、胡汉民妻子兄长陈融书写，内容为伍汉持生平简介与悼文，但纪念碑的一面遭到破坏，已用水泥砂浆粉刷。伍汉持墓地亦安置了馬英九的“勛猷共仰”題字碑。